# Lithostege staudingeri
Lithostege staudingeri là một loài bướm đêm trong họ Geometridae.